# Monte Koob
Il Monte Koob (in lingua inglese: Mount Koob) con i suoi 1.600 m di altezza è la vetta più elevata dei Mayer Crags, che fanno parte dei Monti della Regina Maud, in Antartide. È situato 8 km a nordovest del Monte Ferguson.   
La denominazione è stata assegnata dall'Advisory Committee on Antarctic Names (US-ACAN) in onore di Derry D. Koob, biologo dell'United States Antarctic Research Program presso la Stazione McMurdo nelle due sessioni consecutive del 1964-65 e 1965-66.